# Ostorménfa
Az ostorménfa vagy ostorménbangita (Viburnum lantana) a bangita (Viburnum) nemzetségbe tartozó növényfaj, mely egyike a Magyarországon is honos két bangitafajnak; a másik a kányabangita (Viburnum opulus).

## Elnevezése
Az ostornyélfa elnevezés tévedésből ostorménfaként rögzült a köznyelvben. További magyar nevei: bőrzsinór, ebcseresznye, gánya, hurok, kányosfa, molnárcseresznye, ostorfa, pepenyefa.

## Földrajzi elterjedése, élőhelye
Európa enyhe telű részein (az Atlanti-óceán melegebb vidéke, mint például Dél-Anglia, a Földközi-tenger vidéke, Délkelet-Európa, Közép-Európa melegebb vidékei, Oroszország délnyugati része), Észak-Afrika mediterrán éghajlatú területein és Kis-Ázsiában őshonos. Szubmediterrán jellegű növényfaj.
Meleg- és fényigényes növény, de a mérsékelt árnyékot is eltűri, szárazságtűrő. A talajt illetően mészkedvelő, illetve sziklás lejtőkön is megtalálható. Az Alpokban 1400 m tengerszint feletti magasságig is felhatol a dombvidéki övből. Magyarországon tölgyerdők (főleg molyhos tölgyesek) szegélyén, tisztásain, mészkedvelő erdeifenyvesekben, karsztbokorerdőkben és száraz cserjésekben fordul elő, gyakran a meleg, délies lejtőkön. E növényfaj előfordul a Bükk-vidéken.

## Megjelenése
Lombhullató, fás szárú növény, legtöbbször 2–4 m magas cserje, de akár 6 m magas kis fává is megnőhet; növekedése gyors. Ágai felfelé állnak. Fiatal hajtásai (vesszői) a rajtuk sűrűn álló szőröktől molyhosak és sárgásszürkés színezetűek. Kérge fiatalon érdes, később hosszirányban repedezetté válik és parásodik, színe pedig szürkésbarnává sötétedik.
Levelei a száron átellenesen állnak, nyelük rövid, legfeljebb 1,5 cm hosszú és nemezesen szőrös; a levélváll szíves vagy lekerekített; a levéllemez 5–12 cm hosszú, tojásdad-elliptikus alakú, vastag, puha, a színén sötétzöld színű, a bemélyedt levélerek miatt mélyen ráncolt, kissé érdesen szőrös, a visszáján csillagszőröktől szürkésen molyhos, nemezes, itt a levélerek kiemelkednek, s egészen a levélszélig követhetők; a levélszél egyenlőtlenül fűrészes vagy sűrűn szabályosan fogazott; a levélcsúcs tompa vagy kihegyezett. Pálhái nincsenek.
A bimbózva még piros futtatású, kinyílva már krémfehér színű virágai illatosak, aprók, hasonló méretűek, és 6–12 cm átmérőjű sátorozó bogernyő virágzatba csoportosulnak; a virágzat tömött, végálló, lapos vagy kissé kidomborodó, virágai Magyarországon május és június folyamán nyílnak. Mind a virágzati tengely, mind a kocsányok szőröktől sűrűn molyhosak, nemezesek. Virágzatában minden virág kétivarú, egyik sem meddő. Virágai 5 tagúak; az öt csészelevél összenőve rövid csövet alkot, mely öt rövid cimpában végződik; az öt sziromlevél szintén összenőve alkotja a harang alakú pártát, melynek ugyancsak rövid, mintegy 8 mm széles cimpái vannak; az egyes pártacimpák között nőtt rá a pártára az öt porzó, melyek portokjai belülről nyílnak; a termőben a bibe rövid és 3 karéjú, a magház alsó állású.
A beporzást követően csontár áltermések (álcsontárok) fejlődnek: a borsónyi méretű, kissé ovális alakú, a bogyóterméshez csak alakjában hasonlító áltermések eleinte zöldek, majd pirosak, éretten fénylő feketék, s végükön az elszáradt csésze pereme mindig visszamarad. Mivel többnyire egyenlőtlenül érnek, így a különféle színű bogyók sokszor egyszerre láthatók a növényen, Magyarországon júniustól egészen szeptemberig. Álcsontárjaiban a külső termésfal húsos, alatta ovális alakú, maghéjszerű, gyűrt felületű belső termésfal található, melyet a középső termésfal vékony héjként borít. A kemény belső termésfal mögött egyetlen lapos mag helyezkedik el.
Levelei ősszel még viszonylag sokáig zöldek maradnak, de végül liláspirosra színeződnek. Ugyancsak ősszel jelennek meg rajta a nagy, lapos, kerek, fedetlen – azaz rügypikkelyek nélküli, szabad – rügyek, amik áttelelnek.

## Felhasználása
Hajlékony, karcsú vesszőjéből gúzst, kosarat, egyéb fonott árukat, abroncsot, hurkot, pipaszárat (török pipaszár), sétabotot és ostornyelet is készítenek. Ötzi, a gleccsermúmia tegezében talált nyílvesszők ostorménfa és húsos som (Cornus mas) ágaiból készültek.
Belső kérge csípős, hólyagot húz, régen gyógyításra is használták.
Gyakran díszcserjének ültetik száraz területekre, közepes vízigényű (mezofita) növények alkotta parkokba, fénynek kitett domboldalakra, akár homoktalajra is; városban főleg belterületi és ipartelepi környezetbe. Alkalmas szoliter, vagy bokorcsoportok szélén álló növénynek, de sövény is kialakítható belőle. Virágzatával, terméseivel és őszi, színes leveleivel díszít. Magról és dugványról is szaporítható: Magyarországon május közepétől június közepéig készíthető dugvány a növény hajtáscsúcsából. Csemetéinek telepítése ásóval végezhető földlabdás gyökérzetének köszönhetően.
Bogyója az ember számára kevéssé élvezhető, mivel erősen savanykás, édes-kesernyés ízű, összehúzó hatású; nagy mennyiségben fogyasztva enyhe mérgezést okozhat: hányás, hasmenés, szédülés, gyermekeknél véres vizelet is jelentkezhet. A madarak az ínségesebb téli időszakban fogyasztják.

## Képek

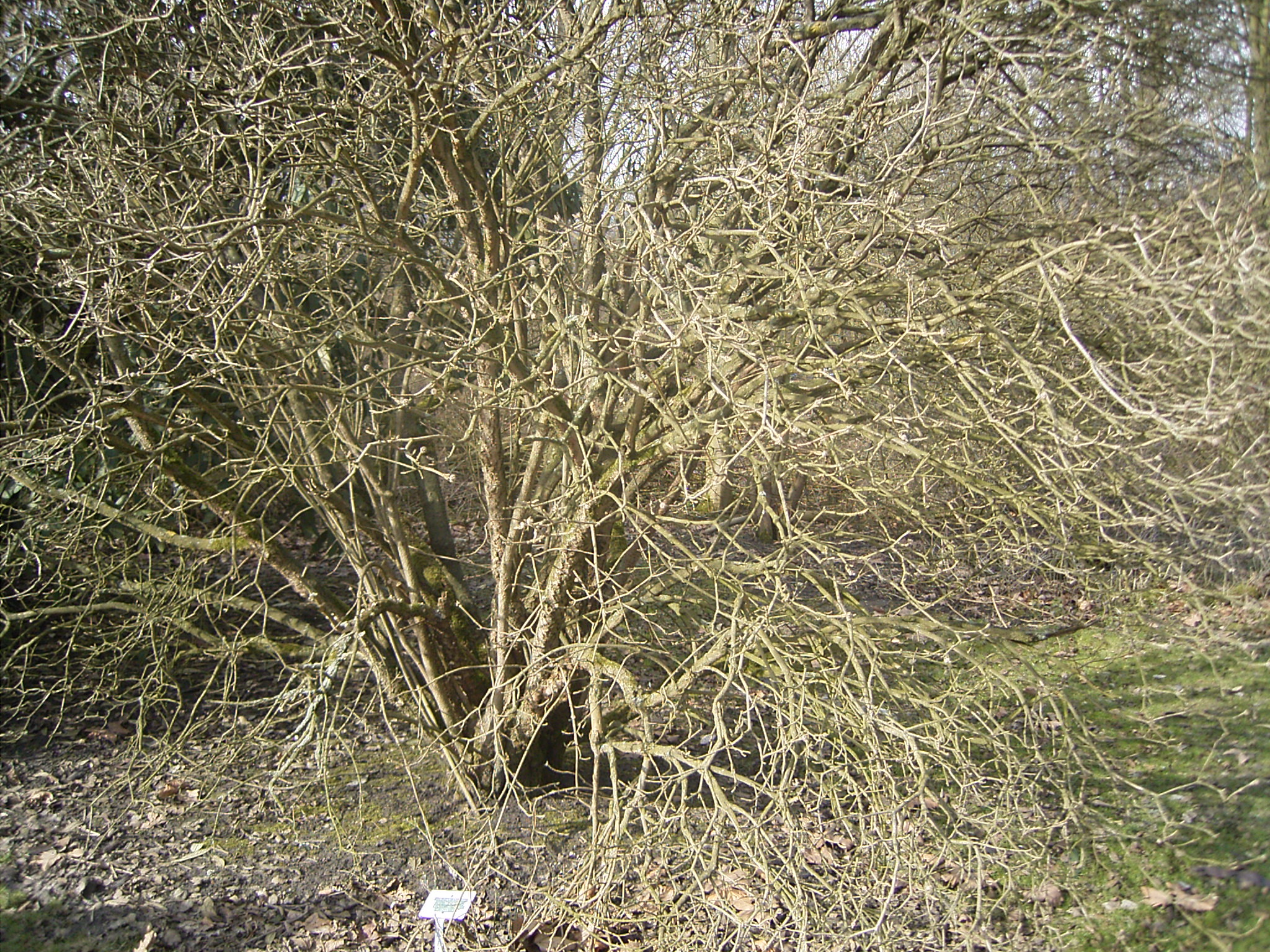
Téli bokor
Idősebb és fiatalabb kérgek
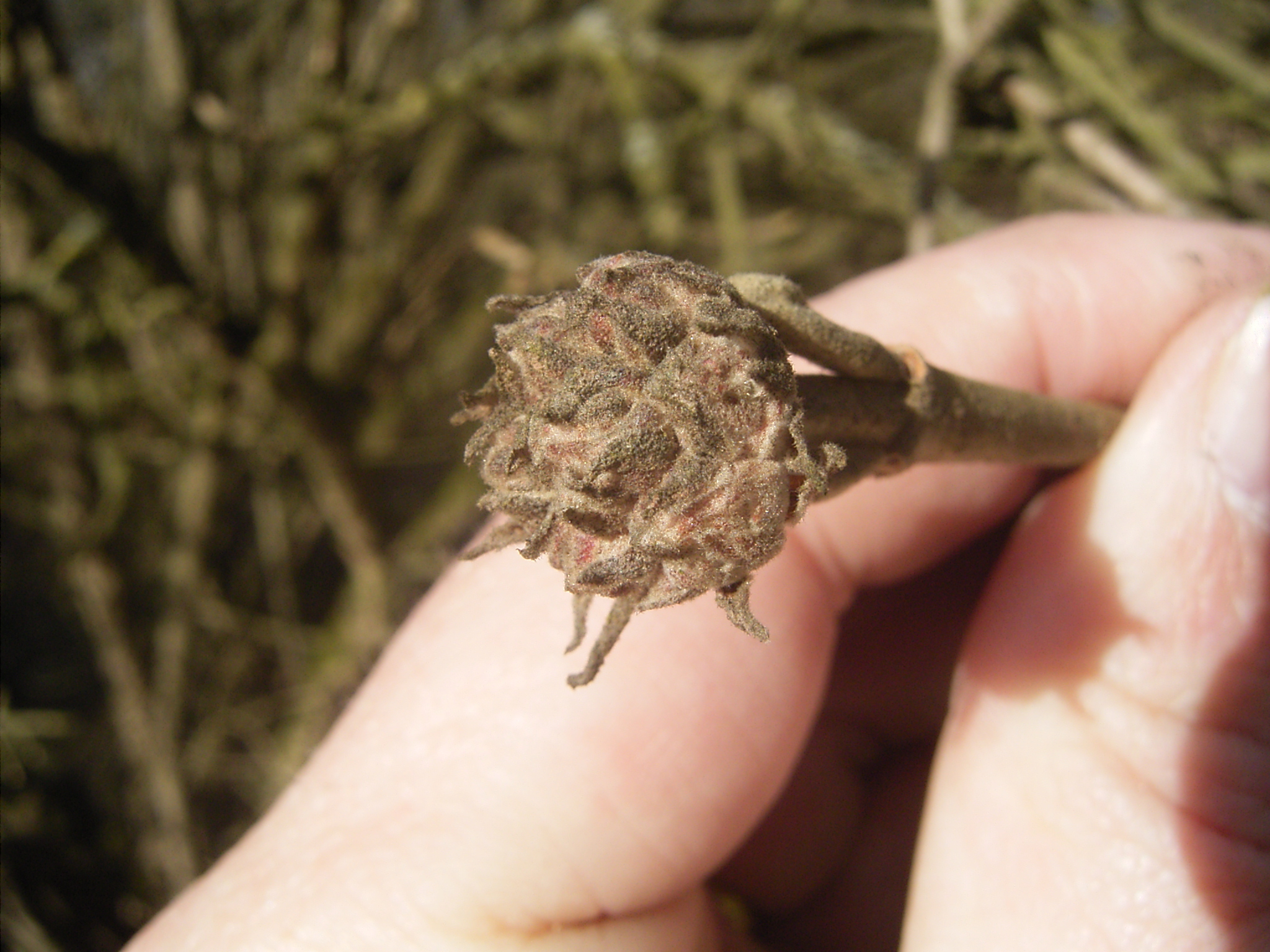
Áttelelt rügy tavasszal
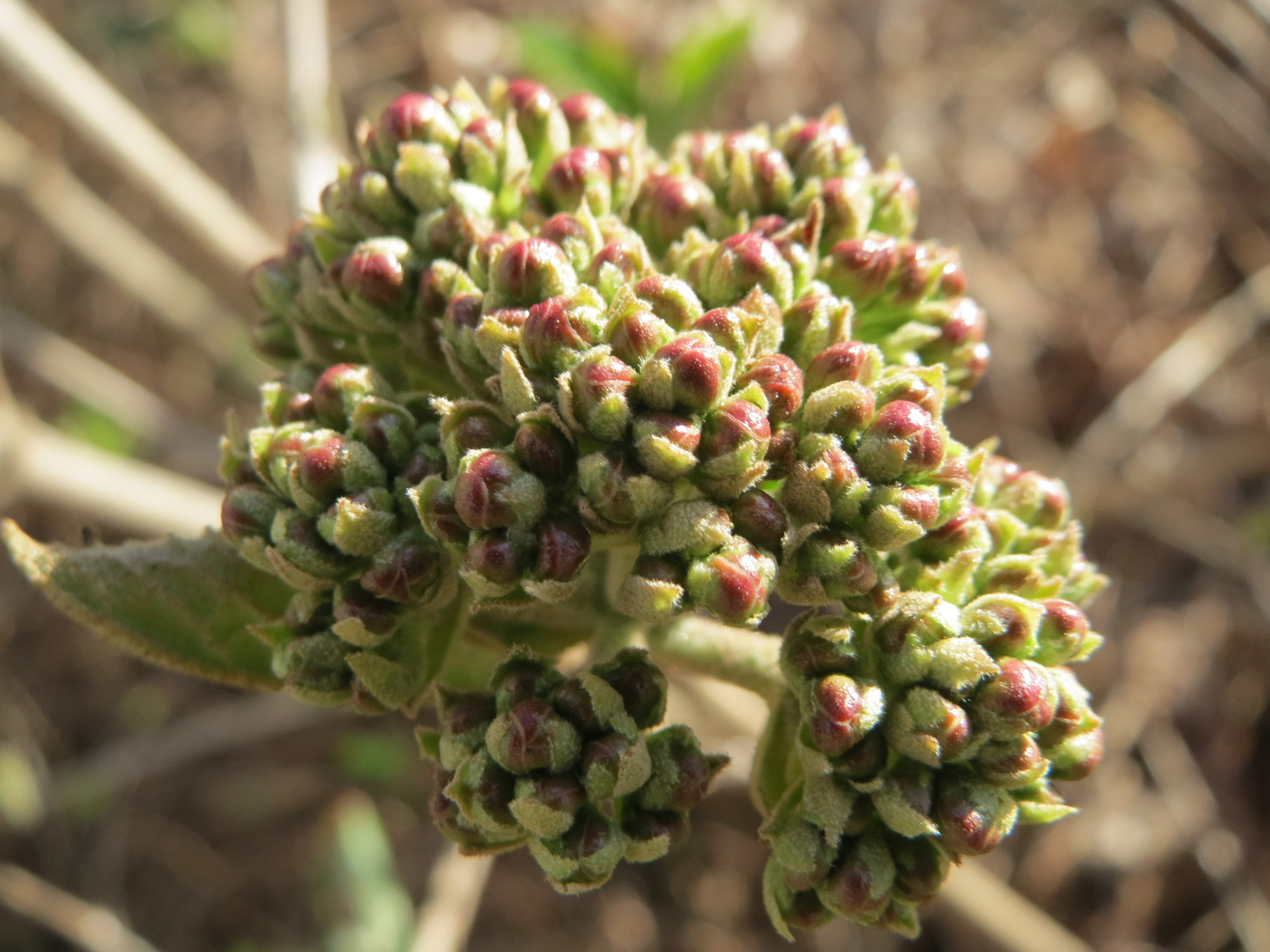
Piros futtatású virágbimbók
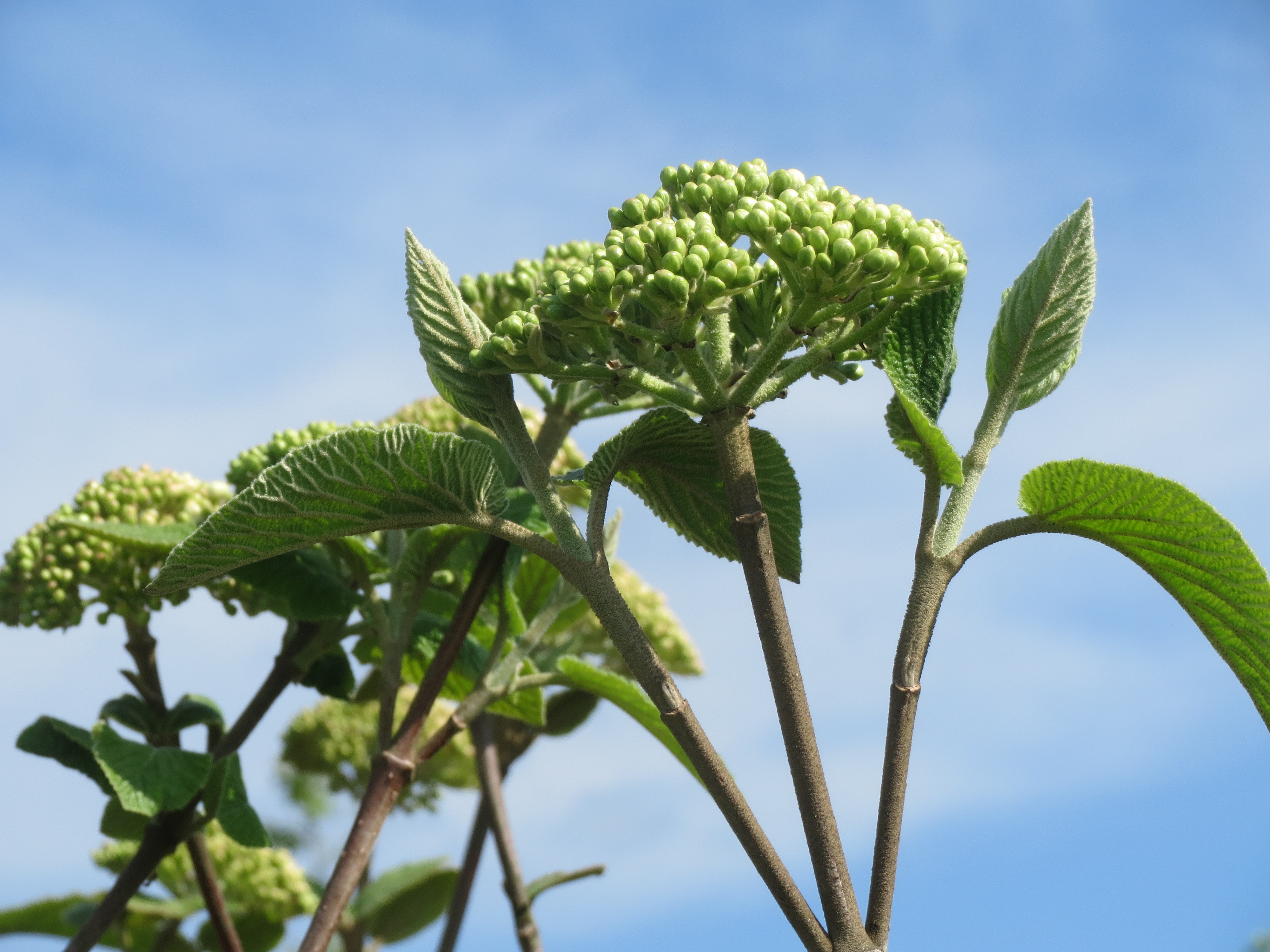
Virágbimbók és levélfonákok
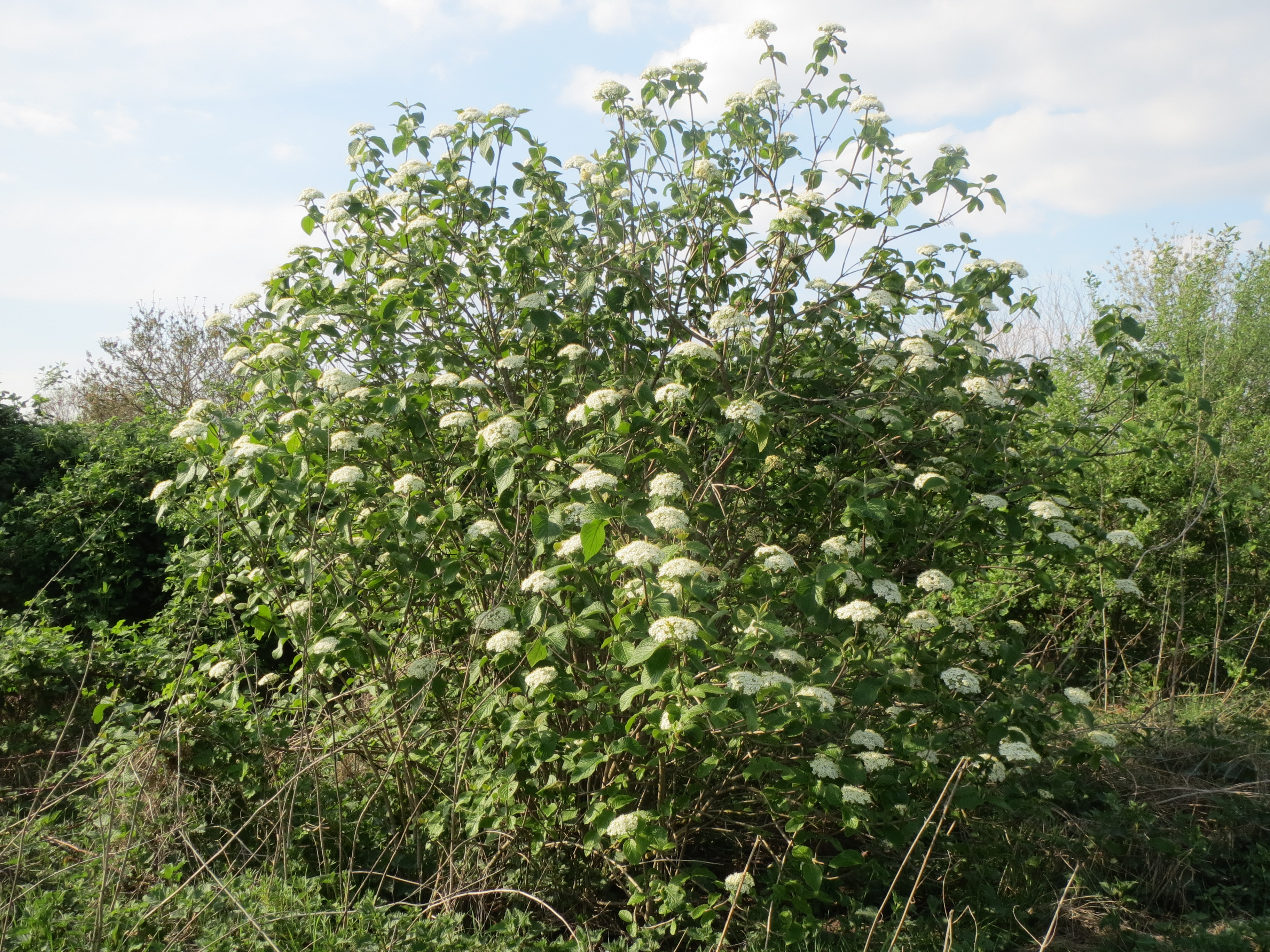
Virágzó tavaszi bokor
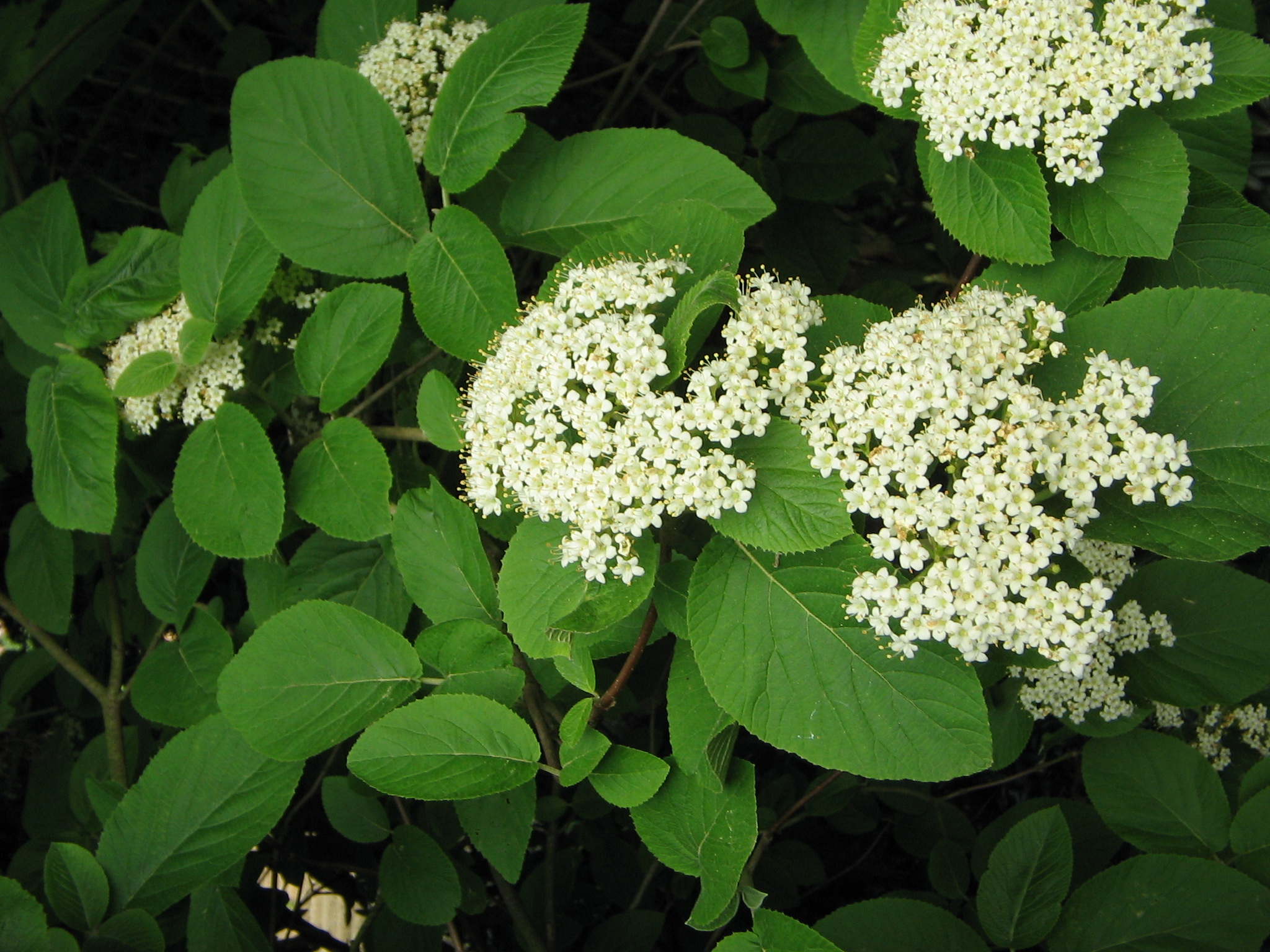
Virágzatok és levelek
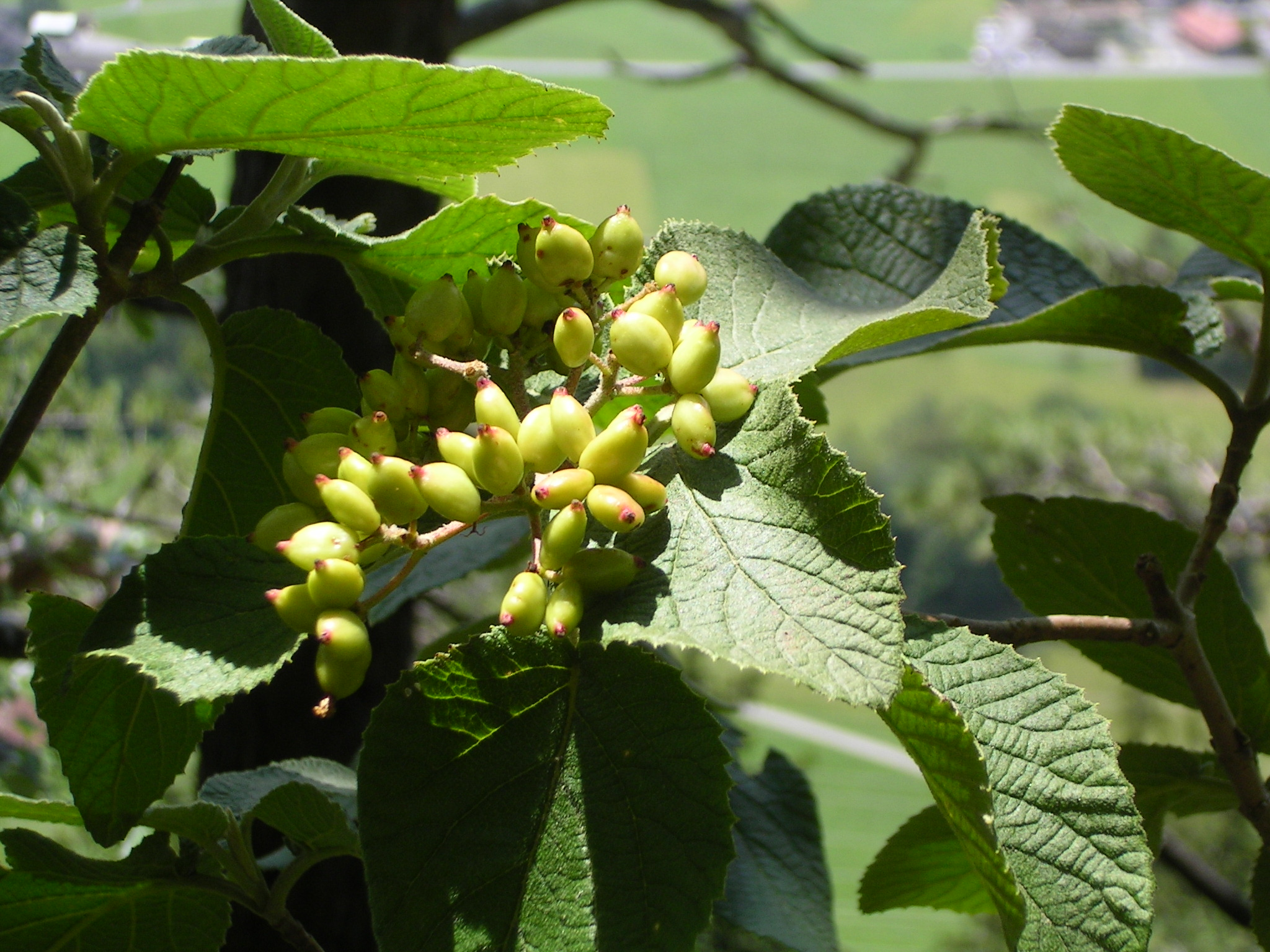
Éretlen, zöld termések
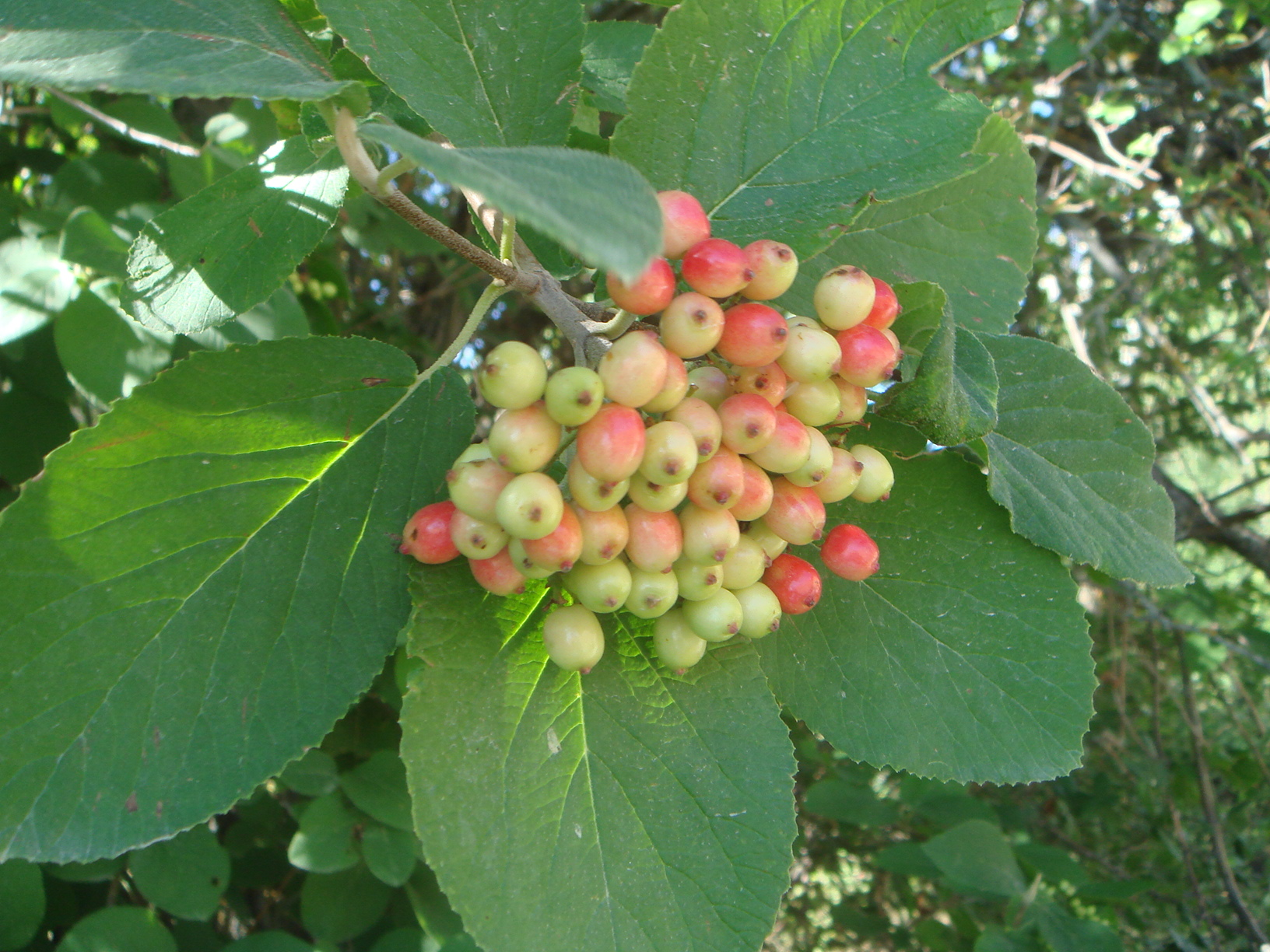
Éretlen, pirosodó termések
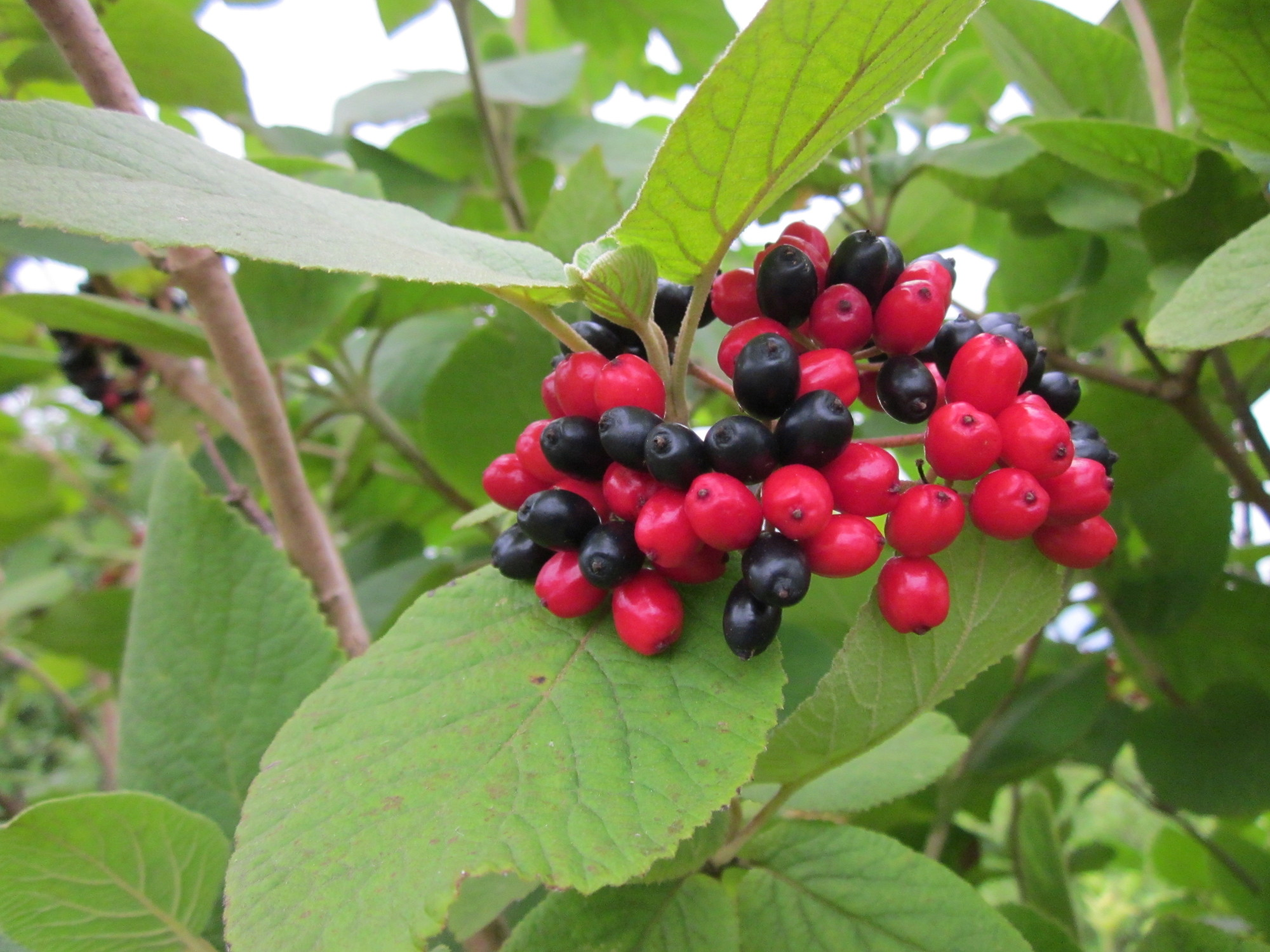
Piros és érett fekete termések
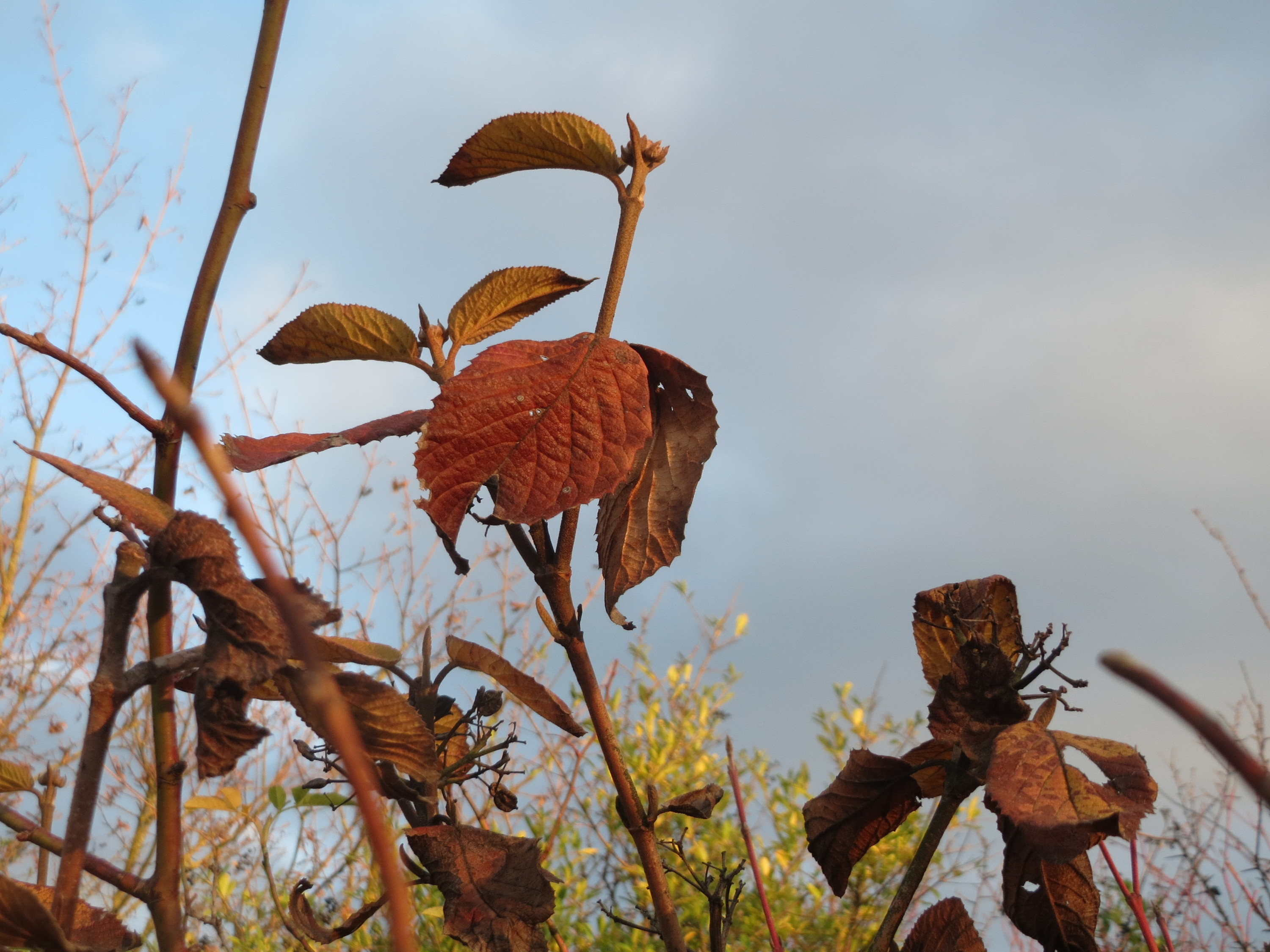
Színes őszi levelek, a hajtások végén áttelelő rügyek
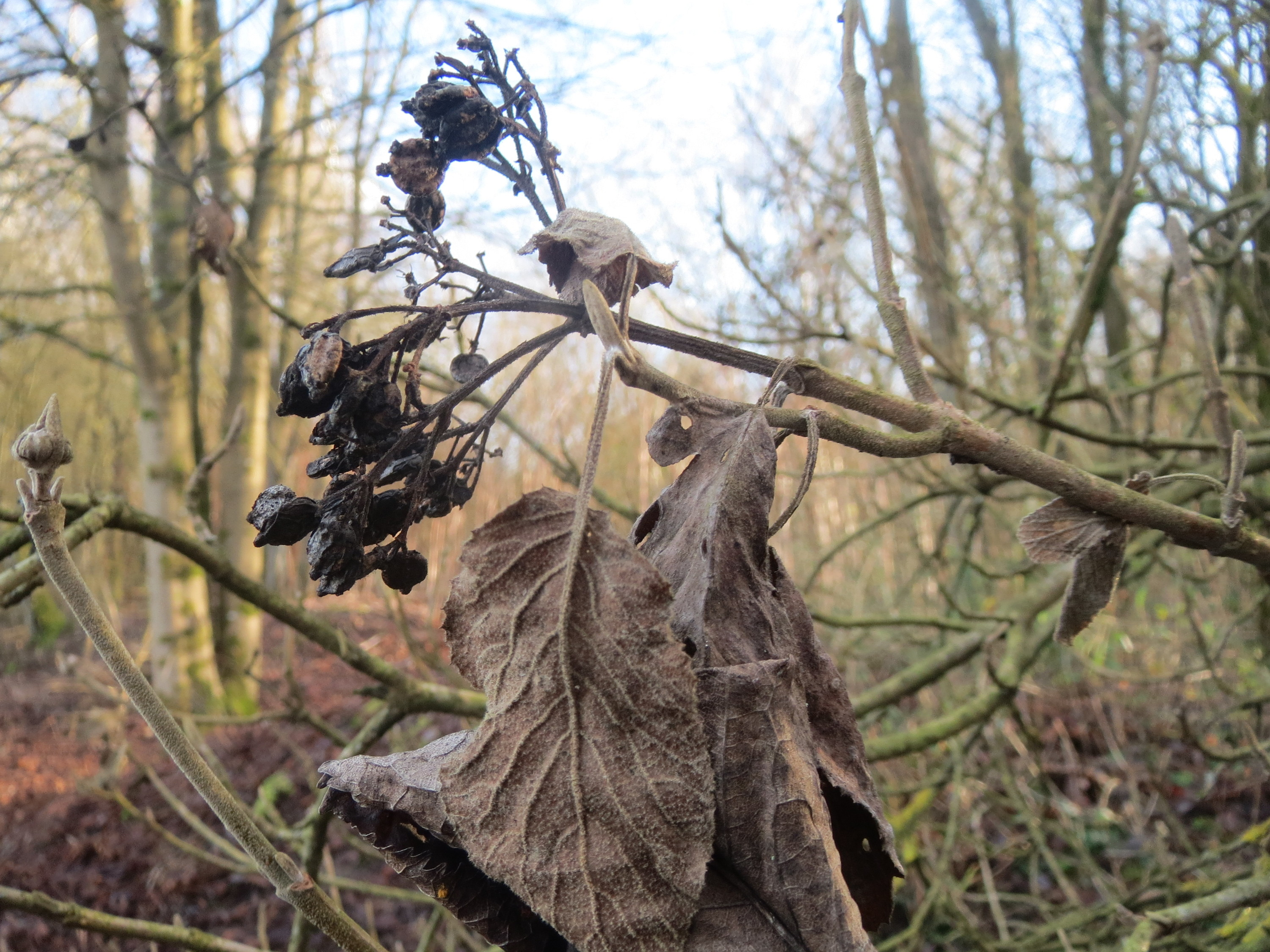
Elszáradt levelek, termések és egy hajtásvégi áttelelő rügy
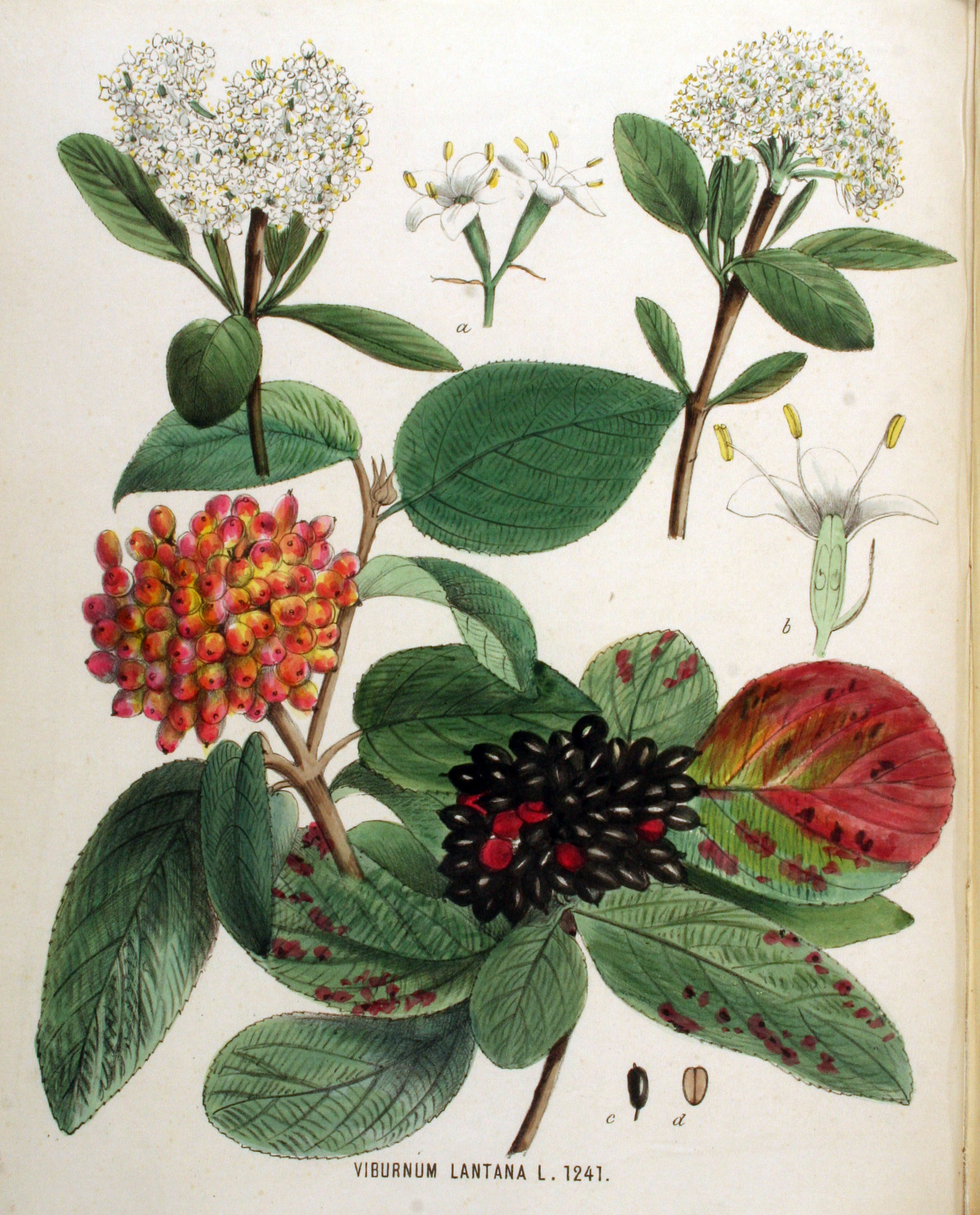
Botanikai illusztráció a Flora Batava 16. kötetében